# Verner Eklöf
Verner Edmund Eklöf (* 8. März 1897 in Helsinki; † 2. Dezember 1955 ebenda) war ein finnischer Fußball- und Bandyspieler sowie Nordischer Kombinierer.

## Leben
Eklöf gehörte von 1913 bis 1920 dem Verein Helsingfors IFK an, danach bis zu seinem Karriereende 1927 HJK Helsinki, mit dem er 1923 und 1925 die finnische Meisterschaft im Fußball gewann.
Für die finnische Fußballnationalmannschaft absolvierte Eklöf zwischen 1919 und 1927 32 Spiele und erzielte dabei 17 Tore. Damit war er bis 1995 Rekordtorschütze Finnlands. Von 1923 bis 1926 war er Kapitän der Nationalmannschaft.
Im Bandy erreichte Eklöf mit Helsingfors IFK 1916 und 1920 die Endrunde um die finnische Meisterschaft, 1916 auch das Finale in dem HIFK mit 3:8 dem Verein Viipurin Bandy & Jalkapalloseura unterlag. Mit HJK Helsinki gewann er die finnische Meisterschaft in den Jahren 1921, 1923 und 1924. Im Winter 1921/22 trainierte er die Bandymannschaft von SK Tallinna Sport. Außerdem spielte Eklöf dreimal für die finnische Bandynationalmannschaft.
Eklöf betrieb neben dem Fußball auch Wintersport. Bei den Olympischen Winterspielen 1924 in Chamonix wurde er in der Nordischen Kombination Neunter.

## Erfolge
Bandy:
- Finnischer Meister: 1921, 1923 und 1924
- Finnischer Vizemeister: 1916, 1919

Fußball:
- Finnischer Meister: 1923 und 1925
- Finnischer Vizemeister: 1921

Nordische Kombination:
- zweimal finnischer Meister: 1923 und 1924